# Метсакасти
Ме́тсакасти (эст. Metsakasti) — деревня в волости Виймси уезда Харьюмаа, Эстония. 

## География и описание
Расположена на расстоянии одного километра к северо-востоку от границы Таллина. Представляет из себя тихую и зелёную деревню, которая, в отличие от многих других деревень волости Виймси, не имеет выхода к Балтийскому морю. Высота над уровнем моря — 20 метров.
Климат умеренный. Официальный язык — эстонский. Почтовый индекс — 74019.

## Население
По данным переписи населения 2021 года, в Метсакасти насчитывалось 764 жителя, из них 542 (71,4 %) — эстонцы.
По данным переписи населения 2011 года в деревне проживали 772 человека, из них 549 (71,1 %) — эстонцы.
Численность населения деревни Метсакасти:
| Год  | 1959 | 1970 | 1979 | 2000  | 2011  | 2017  | 2018  | 2019  | 2020  | 2021  |
| ---- | ---- | ---- | ---- | ----- | ----- | ----- | ----- | ----- | ----- | ----- |
| Чел. | 32   | ↗ 34 | ↗ 43 | ↗ 196 | ↗ 772 | ↘ 604 | ↗ 655 | ↗ 704 | ↗ 752 | ↗ 772 |

## История
Первое упоминание о Метсакасти относится к 1716 году, когда по распоряжению российского правительства во всех мызах Эстляндии проводилась ревизия податных земель. В каждом доме отмечали имена и возраст проживающих людей, численность животных и размер земли в сохах. Более точные данные о хуторе Метсакасти можно найти в данных ревизии 1726 года. Хутор Метсакасти в этой ревизии был отмечен, как большой арендный хутор, принадлежавший мызе Саха (Saha). Позднее от основного хутора были отделены меньшие хутора для наследников арендатора, и таким образом возникла маленькая деревня Метсакасти.
В 1901 году арендатор Яан Промм (Jaan Promm) выкупил основной хутор Метсакасти у тогдашнего собственника мызы Саха А. С. фон Бревена (A. C. Von Breven) за 5000 золотых рублей как недвижимую собственность. Дальнейшее хозяйствование на хуторе продолжали дети Яана Промма и их семейства до осени 1949 года, когда все земли Метсакасти были переданы в собственность государства.
В 1951 году часть сельскохозяйственных земель бывшего хутора Метсакасти были переданы Опорно-показательному совхозу цветоводства «Пирита» (эст. Pirita Lillekasvatuse Näidissovhoos), а каменистые и заросшие кустами бесхозные угодья и пастбища распределили между пятью садоводческими кооперативами.
В 1980–1997 годах хутор Метсакасти был частью деревни Эйгрумяэ (эст. Äigrumäe).

## Инфраструктура
В деревню ходит таллинский городской автобус маршрута 38, а также имеется внутриволостное автобусное сообщение.
В деревне активно действует созданное в 2009 году сельское общество Метсакасти (эст. Metsakasti külaselts).

## Достопримечательности
На территории деревни находится дуб Рийасёэди (эст. Riiasöödi), внесённый в Регистр окружающей среды, как природоохранный объект. Возраст дуба — 300 лет, обхват — 4,4 метра, высота — 14 метров, обхват у корней — 8,8 метра.

## Галерея
- Деревня Метсакасти
- Улица Кирси зимой
- Жилой дом
- Детская площадка
- Дуб Рийасёэди летом
- Дуб Рийасёэди зимой